# Gele bergsteenbreek

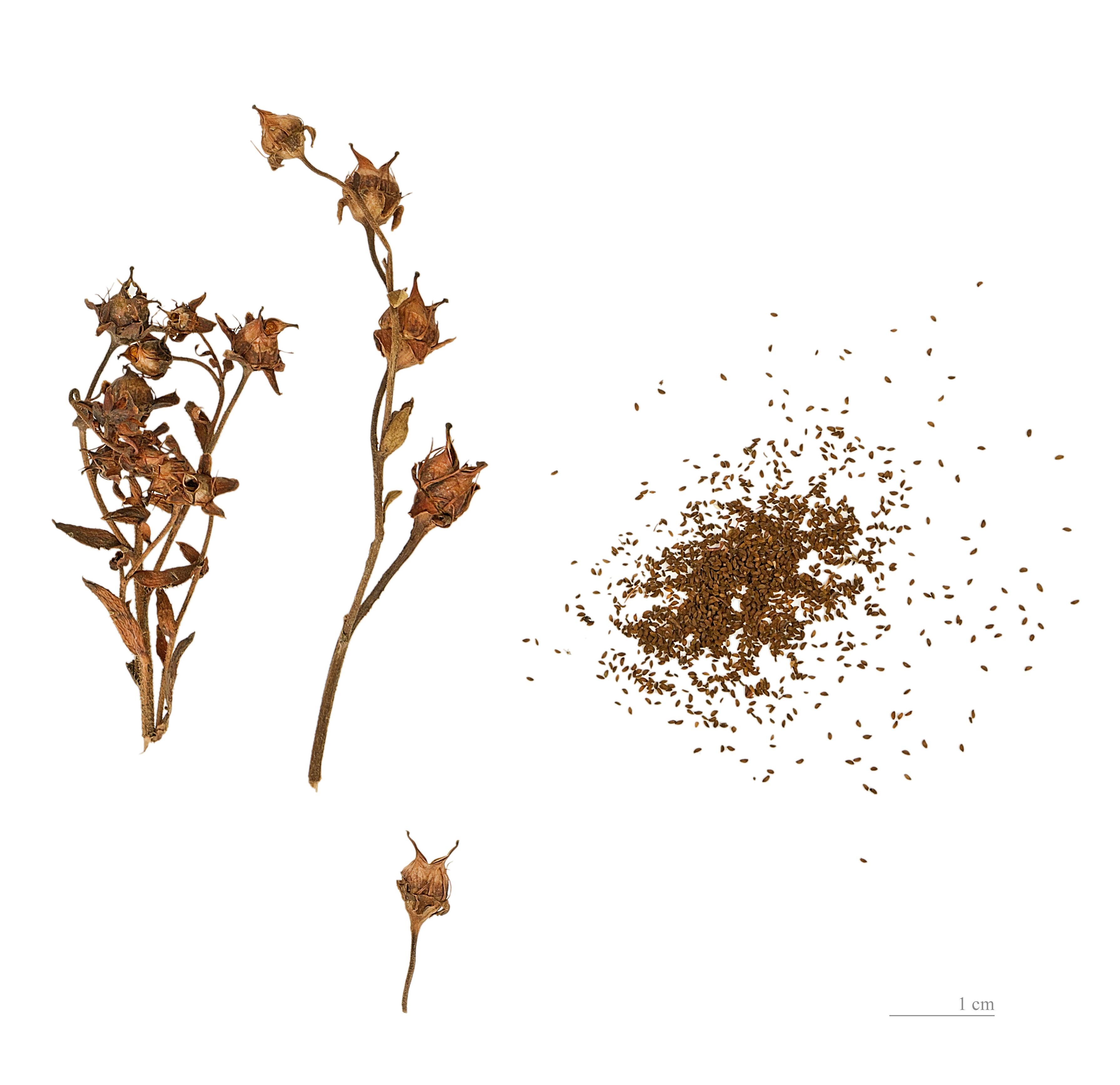
Saxifraga aizoides

Gele bergsteenbreek (Saxifraga aizoides) is een plantensoort die onder andere in de Alpen voorkomt, maar ook in subarctische streken.
Ze komt in België en Nederland niet voor. In het Duitse taalgebied is het een van de twee soorten die de naam Fetthennensteinbrech draagt.

## Beschrijving
De gele bergsteenbreek heeft 5-15 cm lange bebladerde niet bloeiende stengels en 15-25 cm lange, meestal vertakte, bloeistengels.
De lijn- tot lancetvormige bladeren zijn 0,5-3,0 cm lang, iets geplat, puntig en aan de voet langs de rand gewimperd.
De bloemen staan met vijf tot tien bijeen in een pluimen en bloeien van juni tot september. De wijd stervormig uiteen staande gele of lichtoranje kroonbladen zijn 3-6 mm lang. Soms zijn de kroonbladen lichtrood of rood getekend.

## Ecologie
Ze groeit op vochtige stenige plaatsen, langs beekoevers, kiezelbanken en sneeuwbodems. Ze groeit overwegend op kalk

## Verspreiding
Ze komt tot 3150 meter hoogte voor in de Pyreneeën, de Alpen, Karpaten, Balkan en Apennijnen. In Noorwegen komt ze tot op 1100 meter hoogte voor.. In het arctisch gebied komt ze voor op Oost-IJsland, Groenland, Canada, en (West)-Siberië